# Ōkārito Lagoon
Die Ōkārito Lagoon ist eine durch eine rund 8,7 km lange schmale Landzunge von der Tasmansee abgetrennte Lagune an der Westküste der Südinsel von Neuseeland.

## Namensherkunft
Der Name der Lagune setzt sich zusammen aus den maorischen Begriffen „ō“ für „Ort von“ und „kārito“ für „junger Spross eines Rohrkolbens“.

## Geographie
Die eine Fläche von rund 32,4 km² umfassende Ōkārito Lagoon befindet sich rund 85 km südwestlich von Hokitika und rund 19 km nördlich des Ortes Franz Josef Glacier, von dem aus der Franz-Josef-Gletscher zugänglich ist. Die Lagune erstreckt sich in einer Südwest-Nordost-Ausdehnung über eine Länge von knapp 10 km und verfügt über eine maximale Breite von 3,7 km. An ihrer tiefsten Stelle, die sich in der Mitte des Gewässers befindet, weist die Lagune eine maximale Tiefe von 110 cm auf.
Durch den Einfluss der Gezeiten verändert sich die Seefläche der Lagune ständig und variiert im Tidenhub zwischen 0,8 m am Abfluss des Gewässers und 0,17 m im nördlichen Bereich. Während Stürmen kann der Wasserspiegel der Lagune schnell zwischen zwei und drei Meter ansteigen.
Der größte Zufluss der Lagune erfolgt über den Ōkārito River, der einen Zugang im südlichen Bereich des Gewässers hat. Weitere Zuflüsse befinden sich mit dem Otatoki Creek, dem Patrick Creek und dem Okutua Creek weiter nördlich und zwei weitere mit dem Deep Creek und Tidal Creek am südlichen Ende der Lagune. Die Menge des Süßwasserzuflusses variiert je nach Witterung zwischen 11 m3/sek. und 750 m3/sek.
Am Abfluss der Lagune zur Tasmansee befindet sich die kleine Siedlung Ōkārito.

## Geschichte
Die Lagune, die Schiffen Ankerplatz bot, hatte sich entsprechend den Nachforschungen von Geologen erst in den 1700er Jahren gebildet, als eine Tsunami die Topologie der Küste neu formte.
Der Ort Ōkārito war zur Goldgräberzeit mit 33 Geschäften und zahlreichen Pubs einer der geschäftigsten Orte der Westküste. Zwischen den späten 1860er und 1880er Jahren kamen Schiffe von Australien und ankerten in der Lagune. Sie brachten Goldsucher und Gerätschaften. Weihnachten 1865 zählte die Bevölkerung des Ortes rund 800 Einwohner und zum Ende des Sommers hatte sie sich kurzzeitig verdoppelt. Zum Ende des Goldrauschs blieben lediglich 12 Familien an dem Ort übrig.

## Flora und Fauna
Während die Teile der Lagune, die dem ständigen Gezeitenwechsel direkt ausgesetzt sind, Sandbänke aufweisen, sind diejenigen Flächen, die höher aus dem Wasser herausragen, ebenso wie die Landzunge und die meisten Uferbereiche mit Buschwerk und niedrigen Bäumen bewachsen. Das Umland landeinwärts besteht aus Kahikatea- und Rimu-Regenwald, in dem auch Orchideen gefunden werden können.
In dem Gebiet der Lagune wurden über 70 verschiedene Vogelarten gesichtet. Der Kotuku, der Silberreiher, ist ebenso zu finden wie der Tui, der Maori-Glockenhonigfresser, eine neuseeländische Art des Schnäppers, Tauben und eine Spezies des Kea, um nur einige zu nennen. Auch ist im Umland der seltene Okaritokiwi zu finden, von dem lediglich noch rund 250 Exemplare vermutet werden.